# Alicia Ramsey
Alicia Ramsey (Londres, 1894 – Londres, 7 de maio de 1933) foi uma dramaturga e roteirista britânica. Ela nasceu Alicia Royston Ramsey.

## Trabalhos selecionados
Peças
- Byron (1908)

Roteiros
- Eve's Daughter (1918)
- The Two Brides (1919)
- The Spark Divine (1919)
- Rob Roy (1922)
- Young Lochinvar (1924)
- The Desert Sheik (1924)
- The Love Story of Aliette Brunton (1924)
- The Presumption of Stanley Hay, MP (1925)
- King of the Castle (1925)
- One Colombo Night (1926)